# Ivanka Hristova
Ivanka Hristova, née le 19 novembre 1941 et morte le 24 février 2022, est une athlète bulgare, spécialiste du lancer du poids. Elle a remporté deux médailles olympiques et été championne d'Europe en salle.

## Palmarès

### Jeux olympiques d'été
- Jeux olympiques d'été de 1968 à Mexico ( Mexique)
  - 6e au lancer du poids
- Jeux olympiques d'été de 1972 à Munich ( Allemagne de l'Ouest)
  -  Médaille de bronze au lancer du poids
- Jeux olympiques d'été de 1976 à Montréal ( Canada)
  -  Médaille d'or au lancer du poids

### Championnats d'Europe d'athlétisme
- Championnats d'Europe d'athlétisme de 1969 à Athènes ( Royaume de Grèce)
  - 4e au lancer du poids
- Championnats d'Europe d'athlétisme de 1971 à Helsinki ( Finlande)
  - 6e au lancer du poids
- Championnats d'Europe d'athlétisme de 1974 à Rome ( Italie)
  - 4e au lancer du poids

### Jeux européens d'athlétisme en salle
- Jeux européens d'athlétisme en salle de 1967 à Prague ( Tchécoslovaquie)
  -  Médaille d'argent au lancer du poids
- Jeux européens d'athlétisme en salle de 1968 à Madrid ( Espagne)
  - 4e au lancer du poids
- Jeux européens d'athlétisme en salle de 1969 à Belgrade ( Yougoslavie)
  -  Médaille d'argent au lancer du poids

### Championnats d'Europe d'athlétisme en salle
- Championnats d'Europe d'athlétisme en salle de 1970 à Vienne ( Autriche)
  - 5e au lancer du poids
- Championnats d'Europe d'athlétisme en salle de 1971 à Sofia ( Bulgarie)
  - 5e au lancer du poids
- Championnats d'Europe d'athlétisme en salle de 1972 à Grenoble ( France)
  - 4e au lancer du poids
- Championnats d'Europe d'athlétisme en salle de 1973 à Rotterdam ( Pays-Bas)
  - 4e au lancer du poids
- Championnats d'Europe d'athlétisme en salle de 1974 à Göteborg ( Suède)
  - 4e au lancer du poids
- Championnats d'Europe d'athlétisme en salle de 1975 à Katowice ( Pologne)
  -  Médaille de bronze au lancer du poids
- Championnats d'Europe d'athlétisme en salle de 1976 à Munich ( Allemagne de l'Ouest)
  -  Médaille d'or au lancer du poids

## Records du monde
- 21,87 m au lancer du poids le 3 juillet 1976 à Belmeken, amélioration de 20 cm du précédent record détenu par l'Est-Allemande Marianne Adam
- 21,89 m au lancer du poids le 5 juillet 1976 à Belmeken, battu le 26 juillet 1976 par la tchécoslovaque Helena Fibingerová avec un lancer 21,99 m